# David Schirmer
David Schirmer (auch Pseudonym: Der Bestimmende, Der Beschirmende, DiSander; * 29. Mai 1623 in Pappendorf; beigesetzt 12. August 1686 in Dresden) war ein Lyriker der Barockzeit.

## Leben
Der Dichter war ein Sohn des gleichnamigen evangelischen Pastors zu Pappendorf und ferner ein Urenkel des Hofpredigers und späteren Superintendenten von Pirna, Balthasar Kademann. Zuerst vom Vater erzogen, kam er 1640 zu Christian Gueintz aufs Gymnasium in Halle (Saale). Im Jahr 1641 immatrikulierte er sich in Leipzig und studierte ab 1645 unter August Buchner in Wittenberg. Philipp von Zesen nahm ihn 1647 in die Deutschgesinnte Genossenschaft auf. Ab 1649 wirkte er als Hofdichter in Dresden. Im Jahr 1650 legte er seine erste Gedichtsammlung im Druck vor. Fünf Jahre später wurde er als Christian Brehmes Nachfolger zum Hofbibliothekar ernannt. Nach fast dreißigjähriger Tätigkeit ging er 1683 krankheitshalber in den Ruhestand und starb drei Jahre später in seiner Dresdner Wahlheimat. Er wurde auf dem Johanniskirchhof beigesetzt; sein Grab ist nicht erhalten.
Die 800-seitige zweiteilige Sammlung Poetische Rosen-Gepüsche (1657) zeigt ihn auf der Höhe seines dichterischen Schaffens. Vor allem in der Liebeslyrik und der Lieddichtung erweist sich sein hohes Können, obschon er zweifellos von Martin Opitz und Paul Fleming beeinflusst wurde. Ein weiterer Band, Poetische Rauten-Gepüsche (1663), bietet auf 700 Seiten die Gelegenheitsdichtungen und höfischen Divertissements, die sein Beruf als Hofdichter erforderte. Zudem erschien 1689 in Dresden eine Sammlung von Texten von Nilus dem Älteren in Schirmers Übersetzung: Des heiligen Märtyrers und Bischoffs Nili Güldene Sprüche : Aus dem Griechischen in Hoch-Teusche Reimen gestellet von David Schirmern.